# Ctenophthalmus parcus
Ctenophthalmus parcus är en loppart som beskrevs av Jordan 1932. Ctenophthalmus parcus ingår i släktet Ctenophthalmus och familjen mullvadsloppor. Inga underarter finns listade i Catalogue of Life.